# Raionul Kozeatîn, Vinnița
Kozeatîn (în ucraineană Козятинський район, transliterat: Kozeatînskîi raion) este un raion în regiunea Vinnița, Ucraina. Reședința sa este orașul Kozeatîn.

## Demografie
Componența lingvistică a raionului Kozeatîn
     Ucraineană (98,33%)
     Rusă (1,25%)
     Alte limbi (0,22%)
Conform recensământului din 2001, majoritatea populației raionului Kozeatîn era vorbitoare de ucraineană (98,33%), existând în minoritate și vorbitori de rusă (1,25%).